# Pansori
El pansori (hangul: 판소리) és un gènere coreà de narració musical on intervenen un cantant i un percussionista. En els seus inicis era una forma de música tradicional de diversió de les classes més baixes, però el pansori es va estendre a l'elit coreana durant el segle xix. Mentre l'interès públic en el gènere ha minvat des de mitjans del segle xx, avui, el govern coreà del sud considera a molts cantants de pansori "tresors nacionals en vida." El 2003, la UNESCO va reconèixer el pansori com a Obra mestra del Patrimoni Oral i Intangible de la Humanitat.

## Etimologia
El terme pansori deriva del terme coreà  pan (Hangul: 판) i de sori (Hangul: 소리), sori significa "so". En canvi pan té significats múltiples i els investigadors discrepen pel què podia voler dir quan es va encunyar el terme. Un possible significat és "una situació on es reuneixen moltes persones". Un altre significat seria "una cançó composta de tons diferents."

## Història

### Orígens:seglexvii
Es creu que el pansori té origen en el segle xvii tardà durant la Dinastia Joseon. Els intèrprets dels inicis del pansori probablement eren xamans coreans i músics de carrer, i les seves audiències eren persones de classe baixa.[5] No està del tot clar on de la península coreana es va originar el pansori, però la regió de Honam se sol esmentar quan se cita el seu desenvolupament.[6]

### Expansió:seglexviii
Es creu que el pansori es va filtrar a les classes altes cap a mitjans del segle xviii. Una de les proves que recolza aquesta evidència és que Yu Jin-han, un membre de la classe alta yangban, va enregistrar el text de Chunhyangga, un famós pansori que ja s'havia escoltat a Honam el 1754, indicant que l'elit assistia a les actuacions de pansori en aquell temps.[7][8]

### Edat daurada:seglexix
El segle xix és considerat l'edat daurada del pansori, quan la popularitat del gènere havia augmentat i les seves tècniques musicals es perfeccionaren. Durant la primera meitat del segle xix, els cantants de van incorporar música tradicional al pansori, mentre utilitzaven melodies i tècniques vocals que atribuïen a la classe alta. El pansori purament humorístic esdevenia menys popular que el pansori que combinava elements humorístics i tràgics.[10]
Els desenvolupaments més importants en aquest període van ser fets per l'investigador i mestre del pansori Shin Jae-hyo. Va compilar i reinterpretar cançons Ell reinterpreted i va compilar cançons per a adaptar-se als gustos de la classe alta i també va formar les primeres dones cantants del gènere, entre elles Jin Chae-seon, considerada la primera mestra de pansori.

### Decadència: segle XX primerenc
| Jingukmyeongsan                                 |
|                                                 |
| Pansori singer Song Man-gab performing in 1934. |
|                                                 |

Als inicis del segle XX el pansori va experimentar diversos canvis notables. Es representava més sovint i s'escenificava més a les òperes occidentals. Per primera vegada s'enregistrava i es comercialitzava en discs de vinil. El nombre de dones que cantaven va créixer ràpidament, amb el suport d'organitzacions kisaeng. El to tràgic del pansori es va intensificar en el públic i els intèrprets a causa de la influència de l'ocupació japonesa de Corea.[13] En l'intent de suprimir la cultura coreana, el govern japonès sovint va censurar el pansori quan parlava de la monarquia o el nacionalisme coreà.[14]

### Preservació: segle XX tardà
A més de la censura japonesa, el creixement del cinema i el changgeuk, i l'agitació de la Guerra de Corea van contribuir a minvar la seva popularitat a mitjans del segle xx.[14] Per ajudar a conservar la tradició del pansori, el govern coreà del sud el va declarar una Propietat Cultural Intangible el 1964. A més, els intèrprets de pansori van començar a ser reconeguts oficialment com a "tresors nacionals en vida". Això va permetre un augment de l'interès en el gènere a l'inici dels anys 1960s.[15]

### Ressurgència: segle XXI
La UNESCO va proclamar la tradició del pansori Obra mestra del Patrimoni Oral i Intangible de la Humanitat el 7 de novembre de 2003.
Els números de pansori i els intèrprets han augmentat substancialment en el segle xxi, tot i que el gènere ha hagut de lluitar per a tenir repercussió pública ampla, l'audiència és en la seva majoria gent gran, estudiants de música tradicional i l'elit.[15][16][1] Tanmateix, el pansori és actualment música de fusió, una tendència que va començar en el 1990s, i que ha continuat en el segle xxi, els músics creen noves combinacions incloent-hi pansori-reggae, pansori-música clàssica i pansori-rap.

## PansoriRepertori
Durant el segle xviii, els cicles de 12 cançons o madang (Hangul: 마당), es van establir com el repertori habitual d'històries de pansori.[6] Aquelles històries van ser compilades a Gwanuhi de Song Man-jae(Hangul: 관우희) i Jeong No-sik Joseon Changgeuksa (Hangul: 조선창극사).
Del madang original de 12 cançons només cinc es representen actualment. Són les següents:
- Chunhyangga
- Simcheongga
- Heungbuga
- Sugungga
- Jeokbyeokga

Les actuacions contemporànies del madang difereixen molt de les originals. Més que fer un madang sencer, que poden arribar a durar fins a 10 hores, els músics només interpreten determinades seccions, destacant les parts més populars d'un madang.

## Estil musical
Hi ha cinc elements que defineixen l'estil musical del pansori: jo (조; 調); jangdan (장단; 長短); buchimsae (붙임새); je (제; 制); i producció vocal.

### Jo
Jo (조; 調; també escrit cho) es refereix sobretot al marc melòdic d'una actuació. En termes de música occidental, és comparable al mode i el to, encara que jo també inclou el timbre vocal i les emocions expressades a través del cant. Els tipus de jos inclouen: chucheonmok (추천목; 鞦韆-); gyemyeonjo (계면조; 界面調; també anomenat seoreumjo 서름조, aewonseong 애원성); seokhwaje (석화제); i seolleongje (설렁제).

### Jangdan
Jangdan (장단; 長短) és l'estructura rítmica utilitzada. El jangdan es un espectacle per a mostrar estats emocionals a través de la narració del cantant. El jangdan també s'utilitza per a caracteritzar personatges. Alguns tipus inclouen: jinyang (진양); jungjungmori (중중모리); jajinmori (자진모리); i hwimori (휘모리)

### Buchimsae
Buchimse (붙임새) es refereix principalment al marc melòdic d'un espectacle. El significat es refereix més concretament a combinacions de paraules amb ritmes irregulars. La paraula és una combinació de dues paraules coreanes, buchida (붙이다 "per combinar") i sae (새 "aspecte, forma"). Els dos tipus de buchimsae és: daemadi daejangdan (대마디 대장단) i eotbuchim (엇붙임).

### Je
Je (제; 制) es refereix a una escola de pansori

## Galeria d'imatges

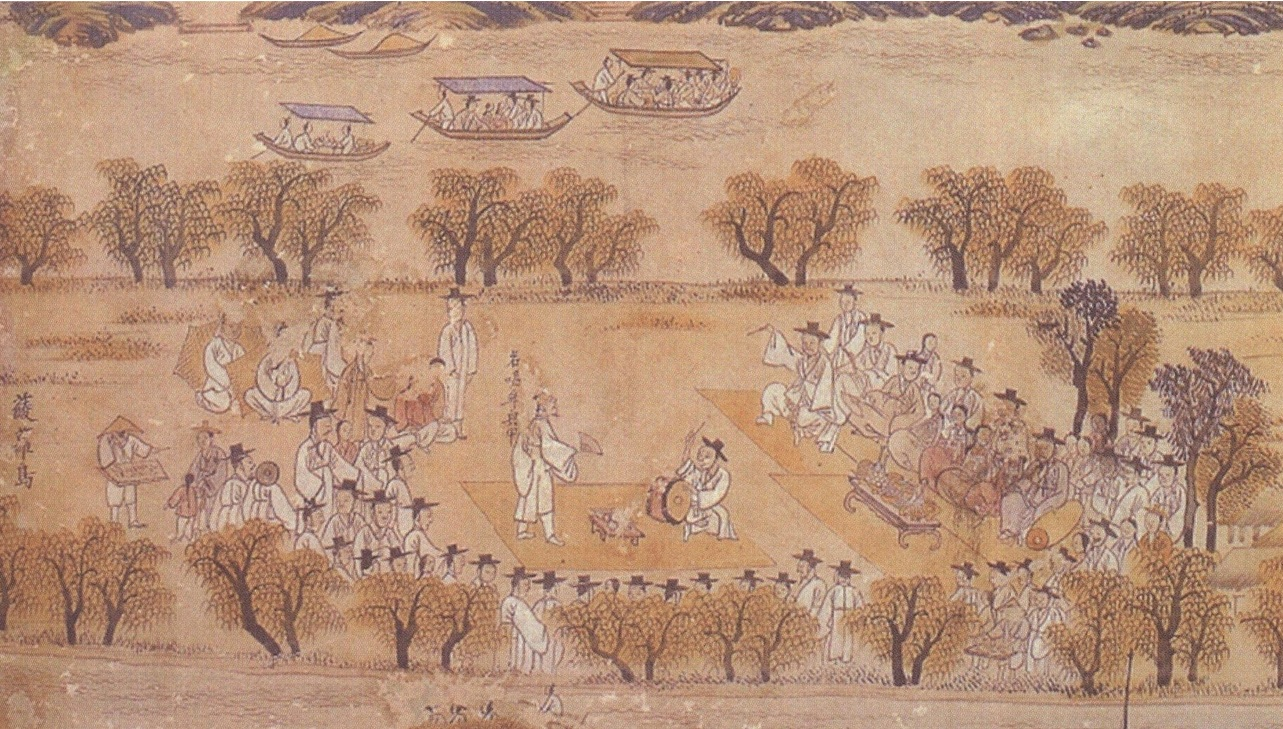
Una pintura que descriu una actuació de pansori del segle xix.
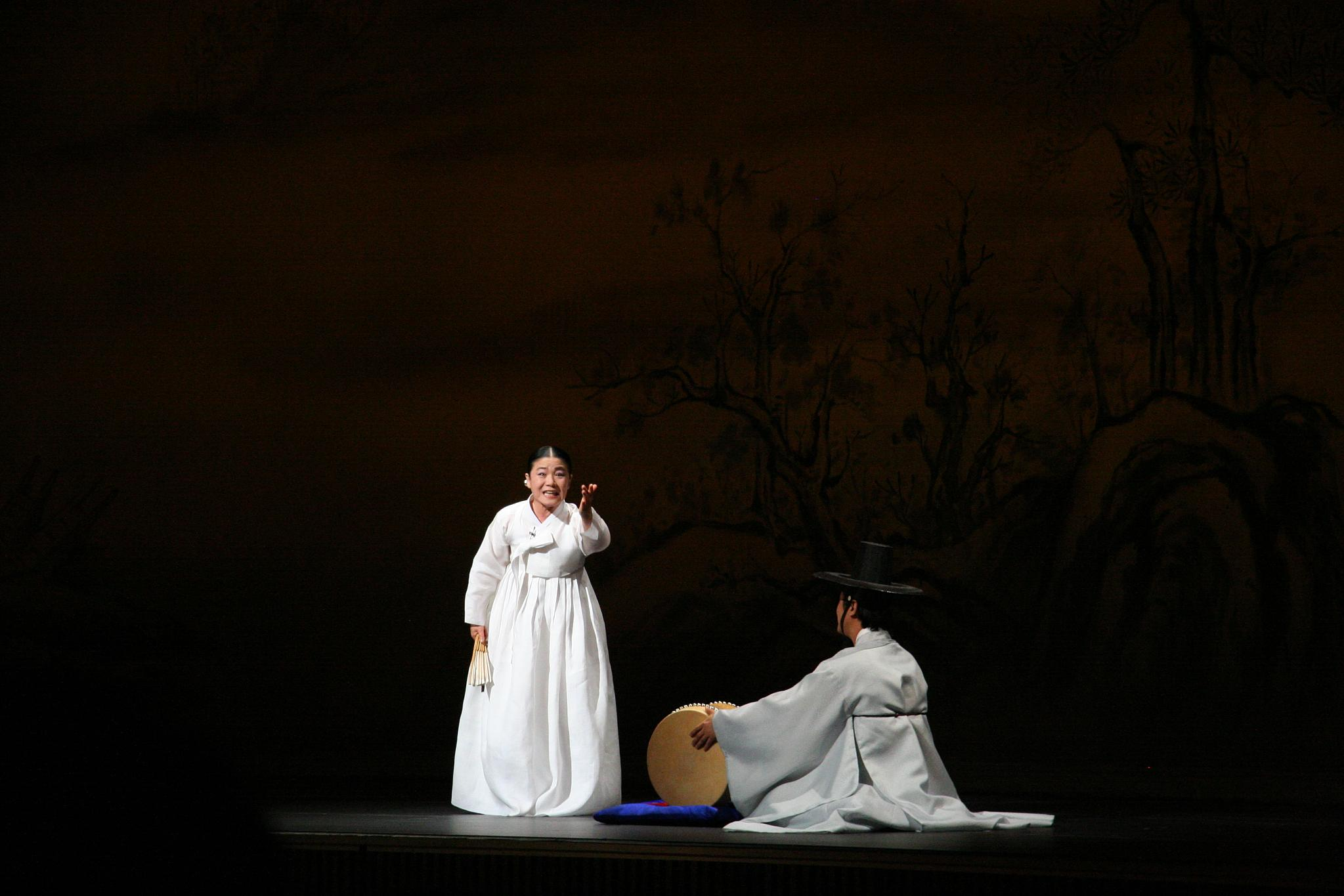
Heungbuga interpretat per Ahn Suk-seon a Seül, 2006.
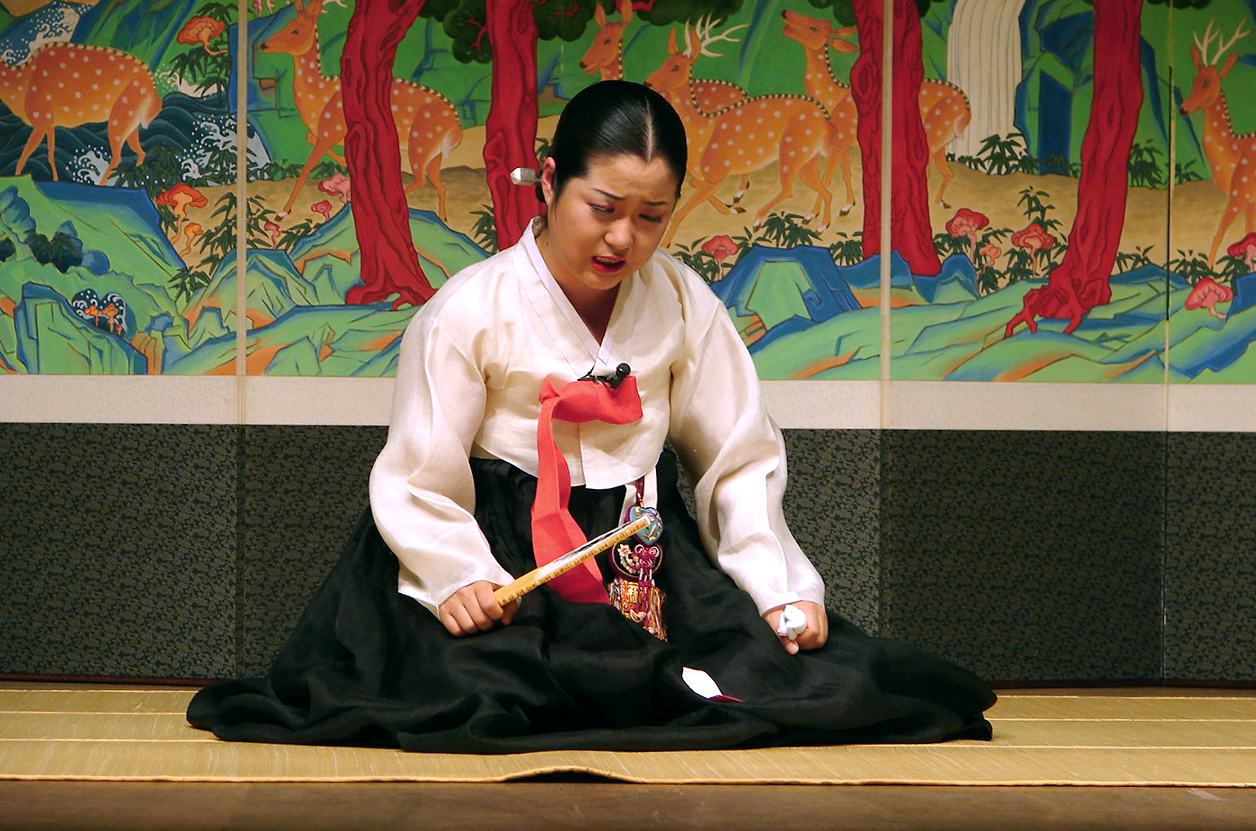
Actuació de pansori Casal de Busan, 2006.
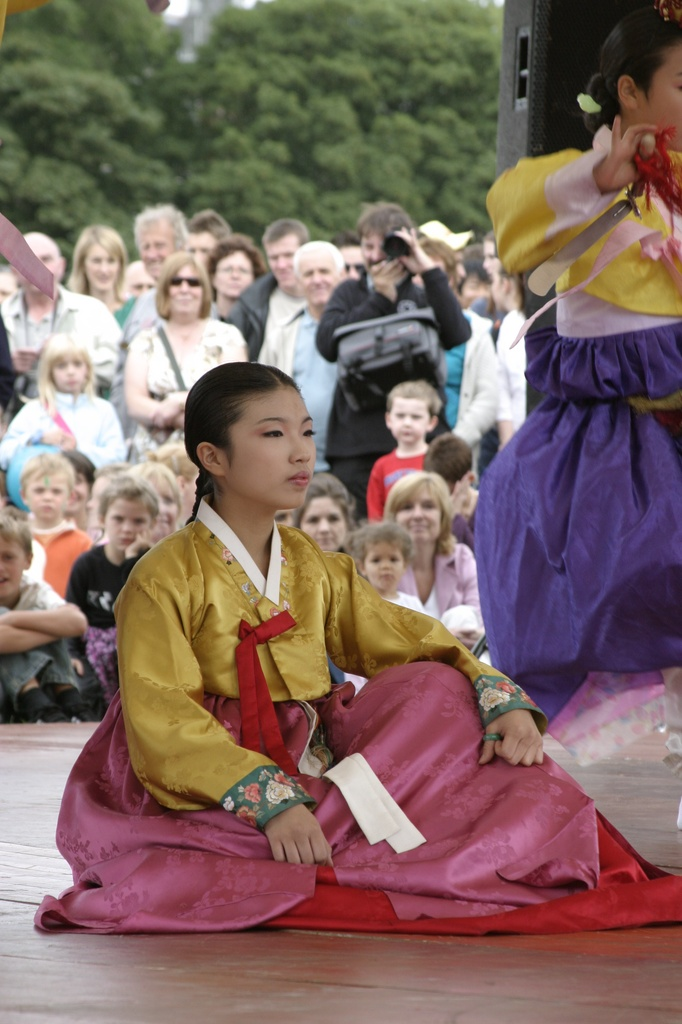
Un jove cantant de pansori cantant a Edimburg, Escòcia, 2006.
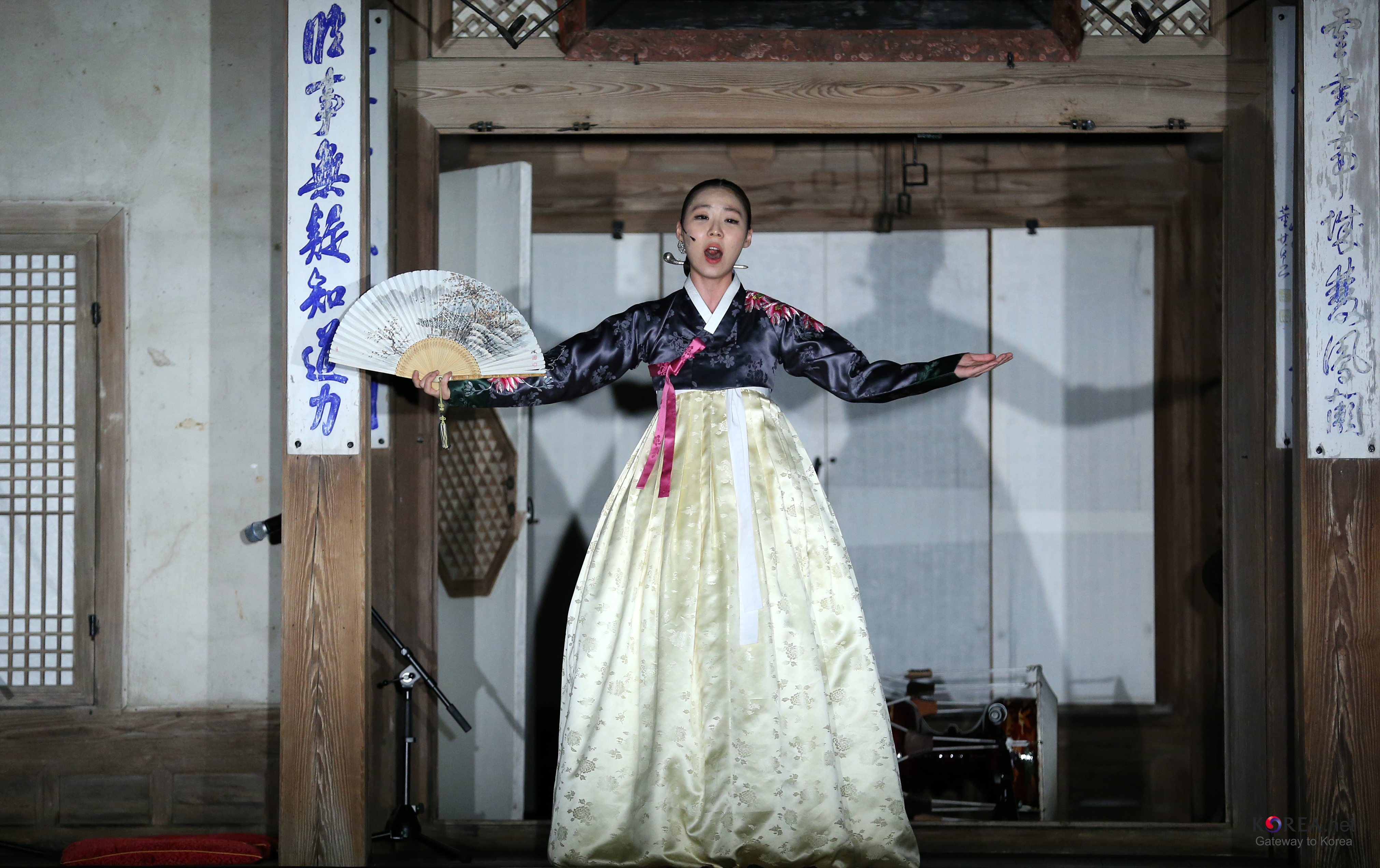
Actuació de pansori al Palau Changdeokgung a Seül, 2013.

## Cantants destacats de pansori
- Jin Chae-seon
- Kim Així que-hee
- Oh Jeong-suk
- Pak Tongjin
- Shin Jae-hyo